# Винценц, Кэрол
Кэрол Винценц (в некоторых источниках Уинсенс, англ. Carol Wincenc; род. 29 июня 1949, Буффало) — американская флейтистка.
С четырёх лет училась игре на скрипке у своего отца. В девять лет перешла на флейту. Училась в различных консерваториях США, а также в Италии у Северино Гаццелони. Окончила Джульярдскую школу в 1972 году, класс Артура Лоры. В 1978 г. выиграла Наумбурговский конкурс молодых музыкантов в тот единственный год, когда состязание проходило среди флейтистов. С 1988 г. преподаёт в Джульярдской школе.
В репертуаре Кэрол Винценц доминируют современные композиторы, начиная с Сэмюэла Барбера. Ею были осуществлены мировые премьеры концертов для флейты с оркестром Лукаса Фосса (1986) и Кристофера Роуза (1994), Концерта-кантаты Хенрика Гурецкого (1992) и других сочинений. Помимо сотрудничества с ведущими мировыми оркестрами, Винценц много играет в ансамбле, в том числе в составе Нью-Йоркского квинтета деревянных духовых.
Кэрол Винценц основала фестиваль музыки для флейты в городе Сент-Пол и является его художественным руководителем.
В 2010 году Винценц отметила 40-летие своей концертной деятельности концертом в Джульярдской школе, в финале которого ей аккомпанировал ансамбль из 40 флейтистов.